# Prix du livre Cheikh Zayed
Le prix du livre Cheikh Zayed est créé, en 2006, en hommage au cheikh Zayed ben Sultan El Hor Al Nahyane mort en 2004.

## Historique
Cheikh Zayed ben Sultan est le fondateur de la fédération des Émirats arabes unis et dirigeant d'Abu Dhabi mort en 2004. Le prix du livre Cheikh Zayed est créé en 2006, pour « mettre en avant les acteurs les plus remarquables de la littérature et de la culture arabe ».
Le prix du livre Cheikh Zayed est organisé par le Centre de la langue arabe d’Abou Dhabi soutenue par le ministère de la Culture et du Tourisme d’Abu Dhabi.
En 2021, le philosophe Jürgen Habermas refuse le Prix du livre Cheikh Zayed doté d'environ 226 000 euros, dans la catégorie « Personnalité culturelle de l'année » après l'avoir accepté dans un premier temps. Ce refus fait suite à un article dans Spiegel mettant en cause le prix émirati :  « les règles démocratiques, qui sont sacrées pour Habermas, sont ici bafouées »,.

## Organisation
Chaque année, au mois de mai, les prix sont décernés à des auteurs dans plusieurs catégories : littérature jeunesse, jeune auteur, culture arabe dans une autre langue, traduction, critique littéraire et artistique… ainsi qu’à une « personnalité culturelle de l’année ». Les prix sont remis au sein du Louvre Abou Dabi.

### Sélection des ouvrages
La sélection des livres en compétition est assurée par un comité scientifique qui désigne un groupe « d’experts culturels » pour juger, anonymement, les ouvrages retenus,,
- Ali Bin Tamim: secrétaire général du prix du livre Cheikh Zayed.
- Saeed Hamdan Al Tunaiji
- Badria Bishr
- Khalil Al Sheikh
- Nadia El Cheikh
- Juergen Boos
- Amany Gadallah
- Floréal Sanagustin depuis 2021, chercheur en études arabes à l’université Lyon-II[1]
- Mustafa Al-Slaima

### Partenaires
Des Émirats arabes unis:
- Mouassassat Bahr Athakafa[6].
- Le Salon international du livre d'Abou Dabi[7].
- Université Sorbonne Abou Dabi[8].
- Université des Émirats arabes unis[9].
- Magrudy's[10]

De l'étranger;
- Université Columbia[11].
- The Bookseller[12].
- Université de Cambridge[13].
- Université d'Oxford[14].
- Institut des études orientales[15].
- Institut du monde arabe[16],[17].

## Accueil critique
Pour la journaliste Clémentine Goldszal, du Monde, le prix du livre Cheikh Zayed est un « soft power » qui permet de cacher les pratiques d’un « État ultra-répressif en matière de libertés individuelles et de droit des femmes ».

## Liste des lauréats du prix Cheikh Zayed
En 2021,
- Catégorie Littérature

Iman Mersal pour Fee Athar Enayat Al Zayyat (Sur les traces de Enayat al-Zayyat) publié par Al Kotob Khan Library en 2019 et publié en France par les éditions Actes Sud en avril 2021.
- Catégorie Jeune auteur

Asma Muqbil Awad Alahmadi pour son étude critique Eshkalyat Al Thaat Al Saredah Fee Al Rwayah Al Nesaayah Al Saudiah (Les problèmes du récit de soi dans le roman féministe saoudien (1999-2012)) publiée par Arab Scientific Publishers Inc. en 2020.
- Catégorie Culture arabe dans une autre langue

Tahera Qutbuddin pour Arabic Oration : Art and Function, publié en 2019 par Brill Publishers.
- Catégorie critique littéraire et artistique

Khalil Gouia
- 2022[21],[22]

- Catégorie Littérature

Décernée à la poétesse et romancière émiratie Maisoon Saqer (en) pour Maq'ha Reesh, Ain Ala Massr (Regard sur l'Égypte : Le Café Riche)
- Catégorie Jeune auteur

Décernée à l’auteur tunisien, Mohamed Al-Maztouri pour Al Badawa fi al She'er al Arabi al Qadeem (Le bédouinisme dans la poésie arabe ancienne).  
- Catégorie Littérature Jeunesse

Décernée à l’auteure syrienne Maria Daadoush pour Loghz al Kora al Zujajiya (Le mystère de la boule de verre).
- Catégorie Edition et technologie

Décernée à la Bibliotheca Alexandrina (Egypte).
- Catégorie Culture arabe dans une autre langue

Décernée à l'irako-américain Muhsin J. Al-Musawi pour The Arabian Nights in Contemporary World Cultures: Global Commodification, Translation and the Culture Industry publié par Cambridge University Press en 2021 (Etats-Unis).
- Catégorie Traduction

Décernée au Dr. et traducteur égyptien Ahmed Aladawi pour Nash’at al Insaniyat Einda al Muslimeen wa fi al Gharb al Maseehi (The Rise of Humanism in Classical Islam and the Christian West) écrit par George Makdisi, traduit de l’anglais vers l’arabe et publié par Madarat for Research and Publishing en 2021.
- Catégorie critique littéraire et artistique

Décernée à l'auteur marocain Mohamed Aldahi pour Al Badawa fi al She'er al Arabi al Qadeem Sarid wa Taw'am al Rooh : Min al Tamtheel ila al Istinaa' (Le narrateur et l'âme sœur : de la comédie à l'imposture) publié par Le Centre Culturel du Livre en 2021.